# 石室聖心大聖堂

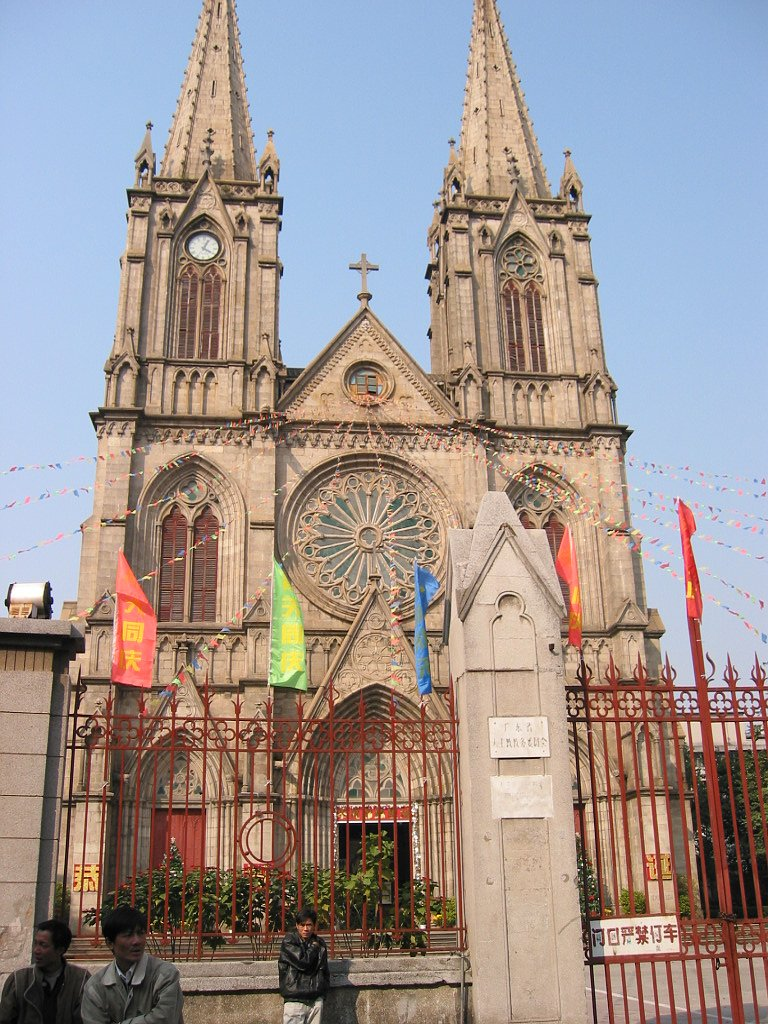
南側正面(2004年の修理前に撮影)

石室聖心大聖堂（せきしつせいしんだいせいどう、中国語：石室聖心大教堂、 英語：Sacred Heart Cathedral）は、中華人民共和国広州市越秀区一徳路にあり、カトリック広州教区で最も荘厳で特色のある大聖堂である。この聖堂は1863年着工、25年の時を経て1888年に落成した。聖堂の全部の壁と柱は花崗岩を積み上げて作られているので、石室、聖心大教堂、石室耶穌聖心堂、石室天主教堂の別名がある。1997年に全国重点文物保護単位に指定された。

## 歴史
元は両広総督葉名琛の官邸所在地であった。第二次アヘン戦争中に占領、焼き尽くされた官邸の跡地に建てられた。
石室聖心大聖堂の建築面積は2,754平方メートルで、東西35メートル、南北78.69メートルで、塔の先端から地面までの高さは58.5メートルである。聖堂は、全世界で4つある全て石造りのゴシック様式聖堂の一つで、残り3つの中には、著名なパリのノートルダム大聖堂が含まれる。聖堂建築にはノートルダム大聖堂とかなり多くの類似点があるが、それは聖堂の設計が1863年で、この時フランス本土ではノートルダム大聖堂の大規模な修理が進行中であった為だと思われる。修理それ自体がフランス建築界にノートルダム大聖堂への深い理解する機会を提供したので、石室教堂を設計した2人のフランス人建築師はこれから啓発された可能性がある。しかし、聖堂の建造時期はすでに19世紀の後半であり、ノートルダム大聖堂の中世とは大きく隔るので、その設計にはかなりの改良が加えられており、総体的にはネオ・ゴシック様式に属する。1863年6月28日のカトリックのイエズスの聖心の祝日に、正式に基礎式を挙行し、聖心大聖堂と命名された。教会はフランス皇帝ナポレオン3世の援助とともに、フランスのカトリック教徒の間で行われた寄付を受け、その後2人のフランスの建築家に設計を依頼、1864年に設計案を受け入れて、正式に建築を開始した。
聖堂は全て花崗岩を使用して建てられた。しかし広州は花崗岩を産出しないので、九龍の牛頭角や茶果嶺から採掘した石が用いられ、これを使い尽くしてしまった。。これらの石は帆船で広州まで運ばれ、再用人の手で彫られ、持ち上げられて、接着された。建造工事は非常に困難を極め、最初の2人のフランス人技術者の指揮では、当地の職人と言葉が通じず、加えて中国人にはゴシック様式の聖堂を建造した経験が全くなかったので、工事が始まって数年は、僅かに何メートルかの石塊を積み上げたばかりであった。後に、同郷の人を探しに工事現場にやって来た五華の建築師の蔡孝が総監督の担当を続行し、25年程の歳月を費やして遂に1888年に完成した。単に石を採掘するだけでも、8年を費やした。聖堂は花崗岩を用いた建築なので、別名を“石室”という。
石室聖心聖堂の正面には、一対の高くそびえる石の尖塔がある。西側の石塔には時計が設置されており、東側の石塔にはフランスから運ばれてきた5つの銅製の鐘が取り付けられている。聖堂内には尖がった形で肋骨のように分かれたアーチ型のドーム、そしてバラ窓が正面の大門上と四周の壁にある。聖堂の門の窓は等しく赤、黄、青、緑等の七彩のガラスが嵌め込まれ、室外へ強い光が差し入るのを防ぎ、室内の光が柔和で優しく、静かで宗教的な雰囲気を形成するのを保っている。
聖心大聖堂は3回の大修理が行われている。1回目は1920年代で、石室の屋根と梁、東西の塔の階段等の木造の構造を全て鉄筋コンクリートに改造した。2回目は1980年代で、国務院宗教事務局が15万人民元を出して聖堂を修理した。だが、長い間の雨風にさらされ、雨漏りや長年の修理の怠慢等を原因とし、聖堂は再度傷だらけになり、部分的な構造や材料は酷く損壊している。
第3回目の大修理は2004年の夏に始まり、2006年の秋に完成した。その主要な目的は屋根の雨漏りの徹底的な解決であり、屋根と梁を取り除いて、元通りに修復した。また、合わせて600平方メートル余りの広さになるガラス窓計98個を交換した。他には聖堂の階段、通路、桁構の補修を行い、塔頂には機械式の大時計を設置し、内外の花崗岩の壁は人手で洗浄して新味を出し、石柱、天頂、祭壇、告解室、読経台、照明配線、照明等の室内設備を補修した。

## ギャラリー

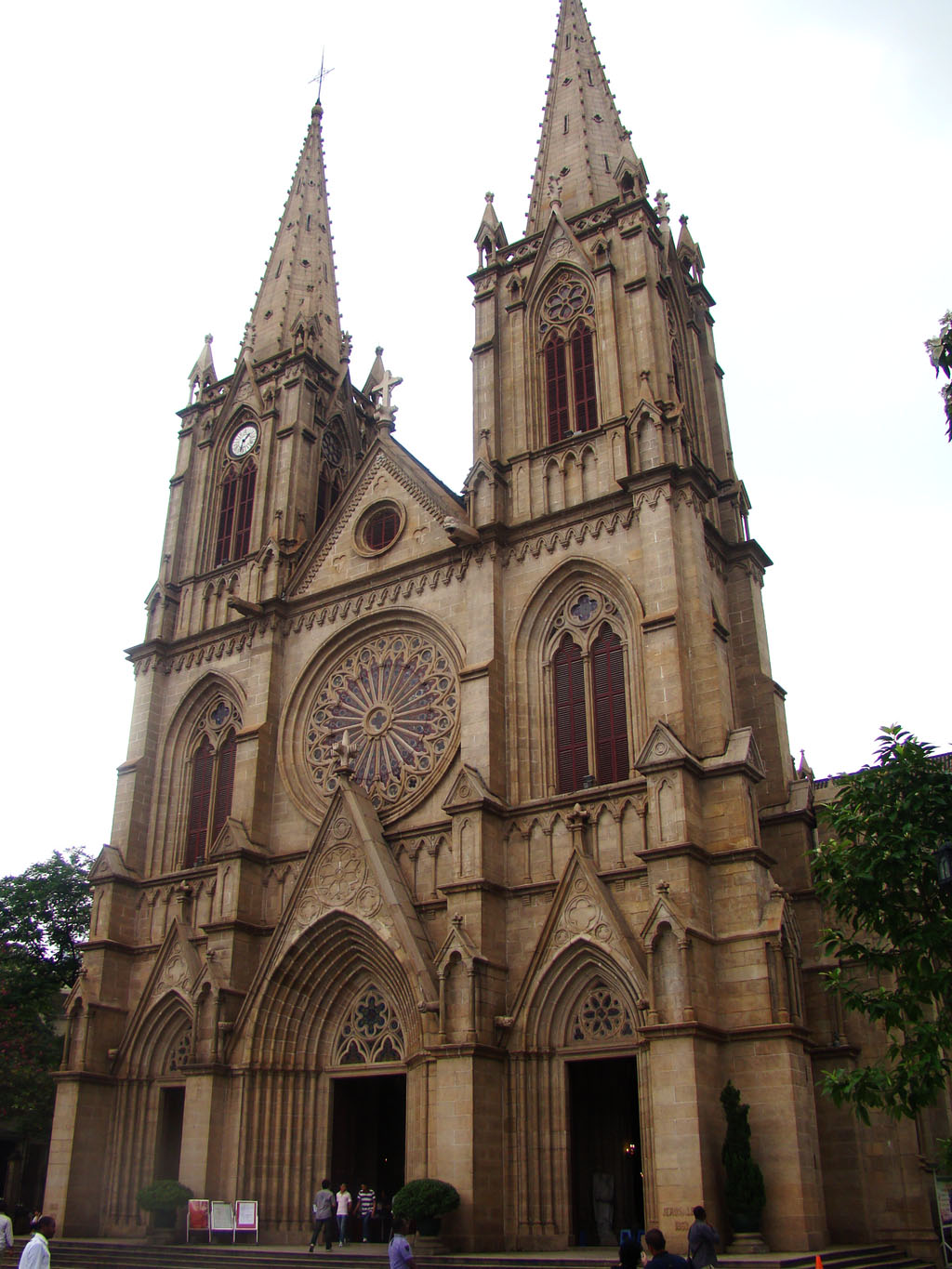
正面外観
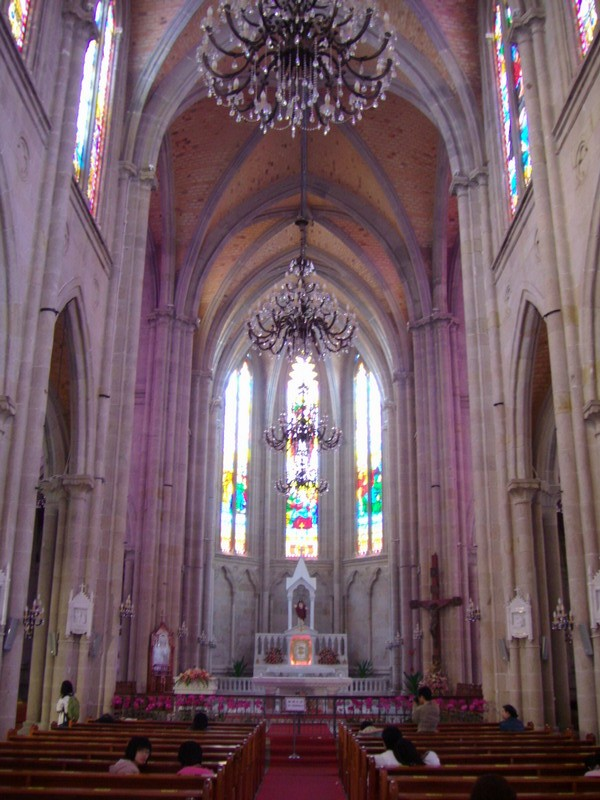
聖堂内部（その1）
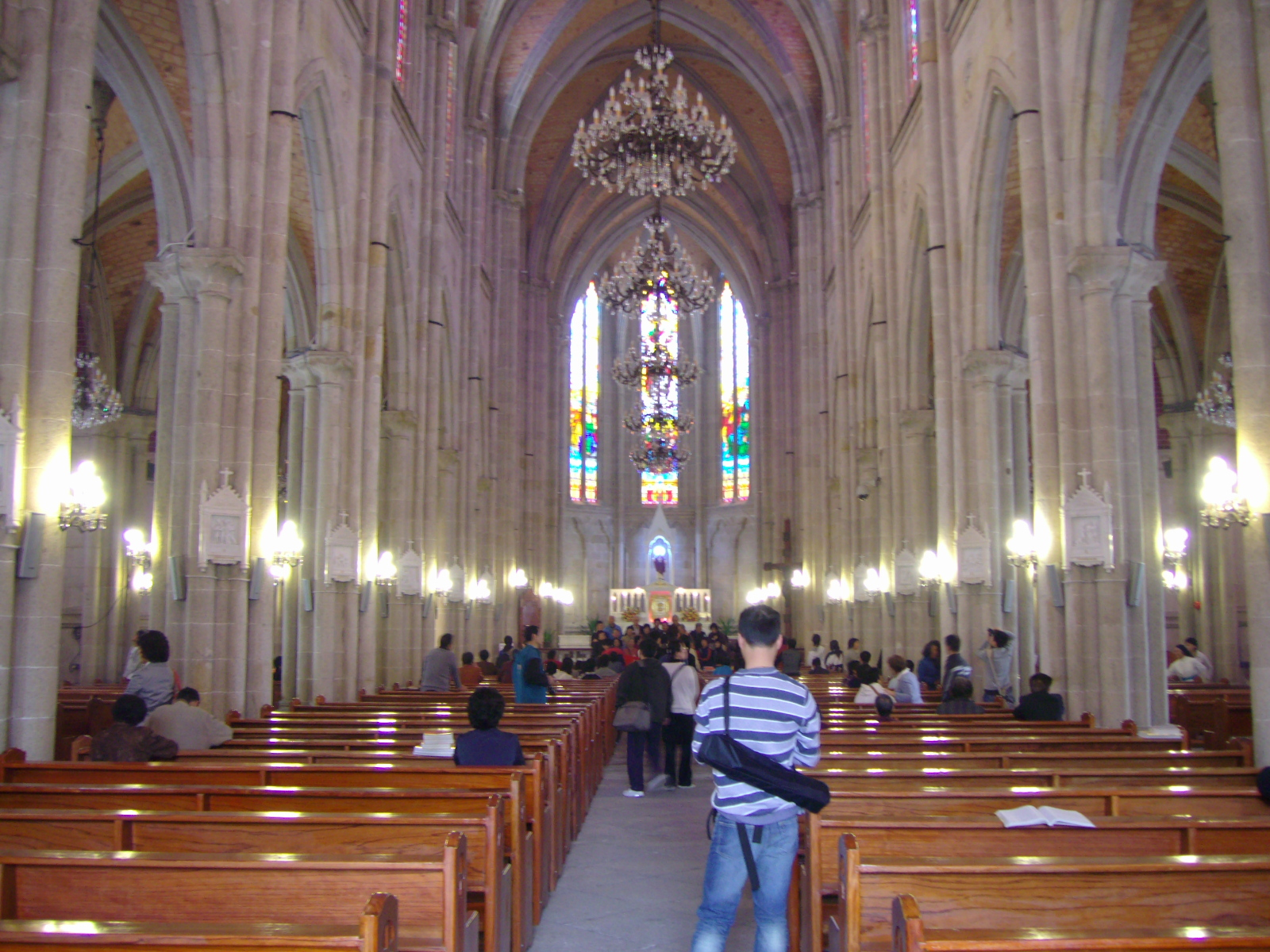
聖堂内部（その2）
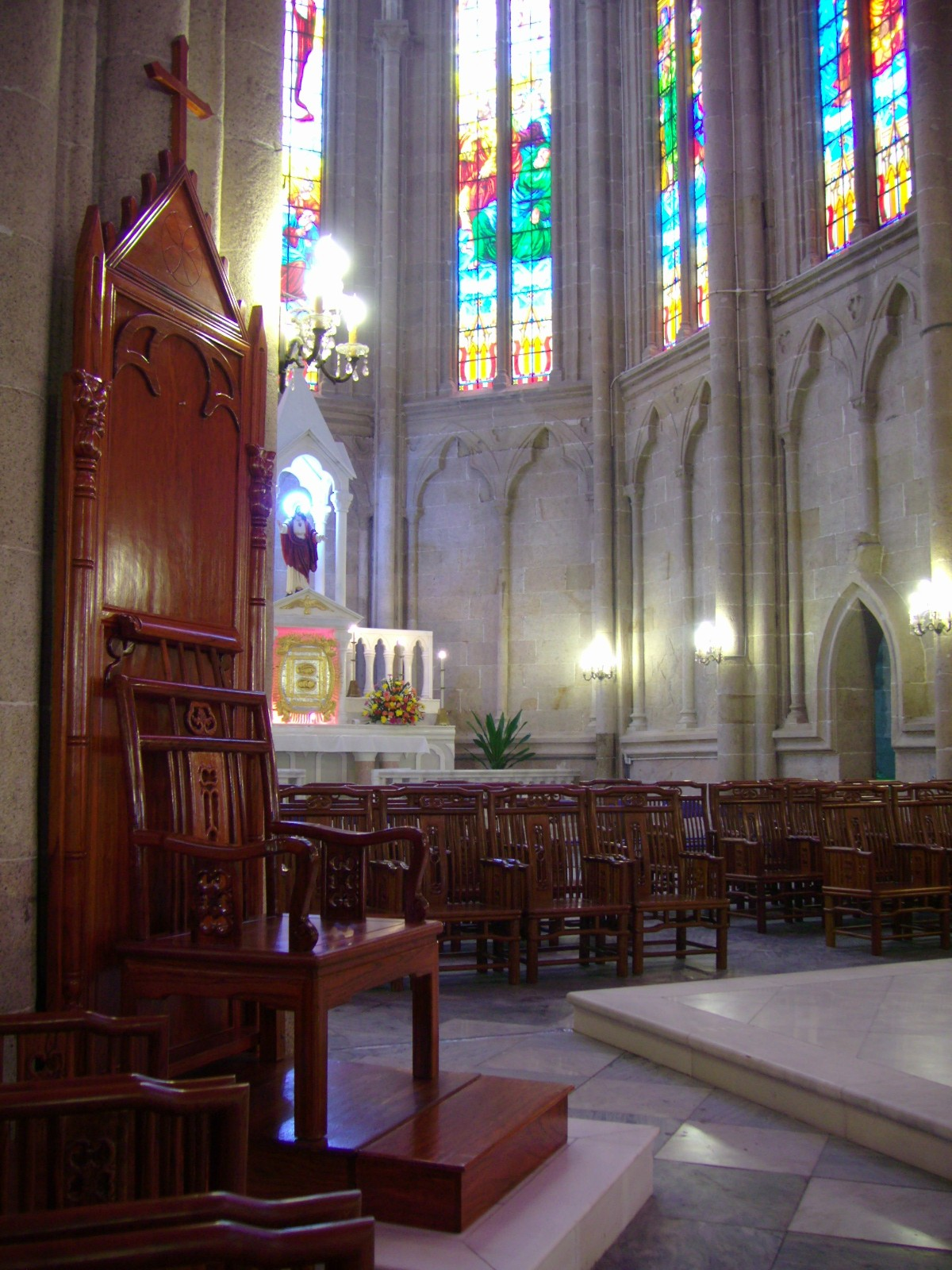
司教座
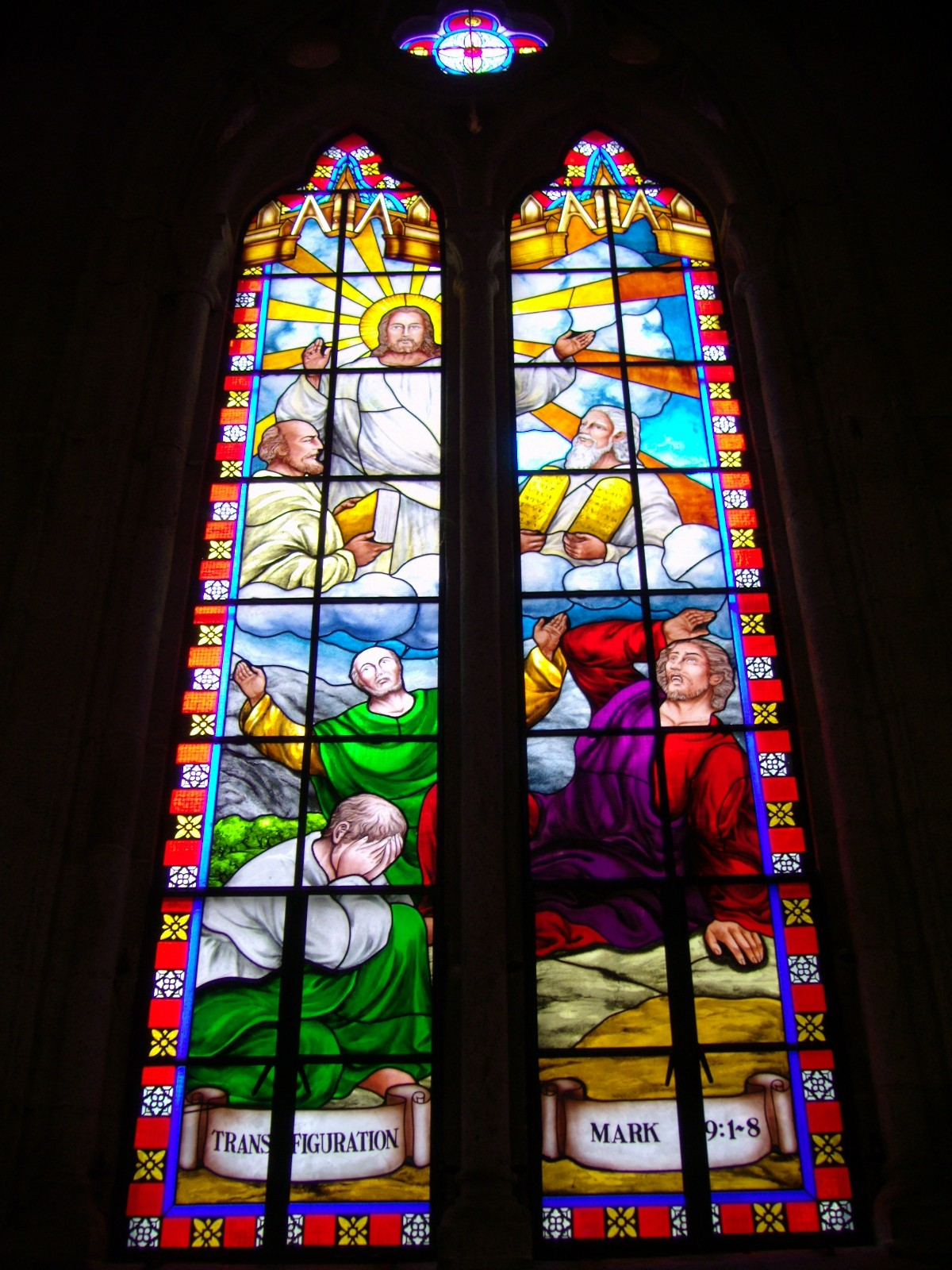
聖書の内容を描いたステンドグラス
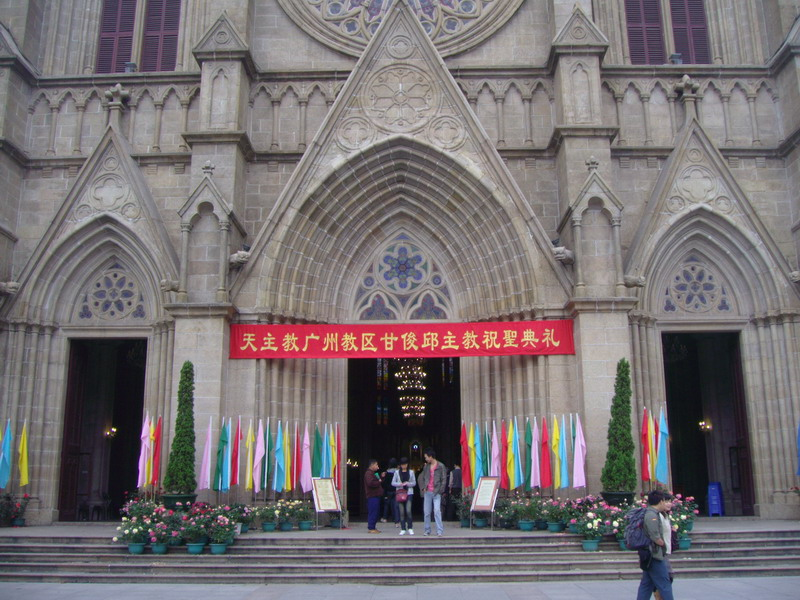
2007年カトリック広州教区司教甘俊邱聖別時の光景
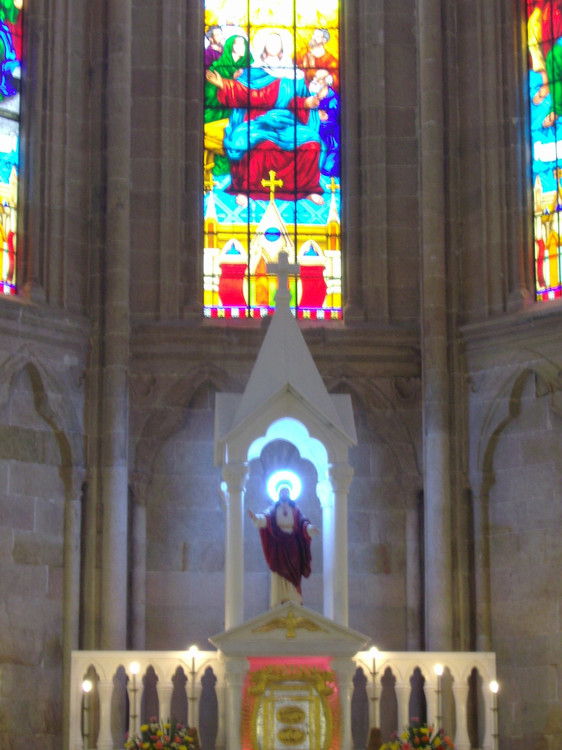
祭壇のイエズス像
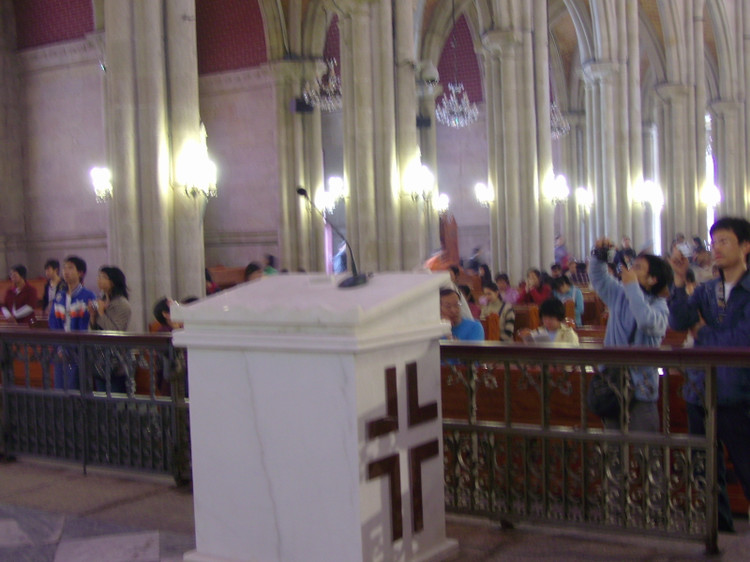
聖堂内の説教台
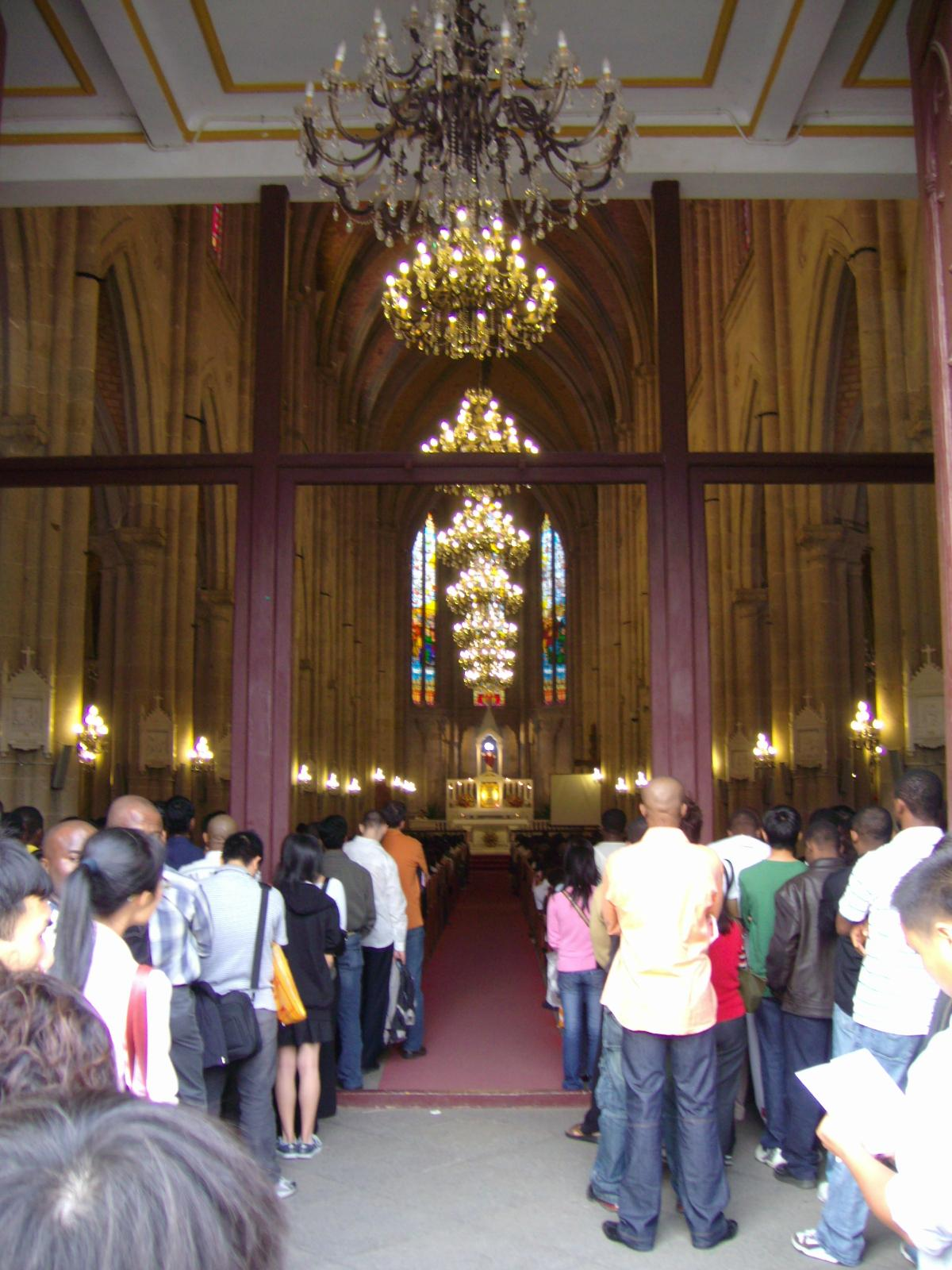
日曜日午後の英語ミサ
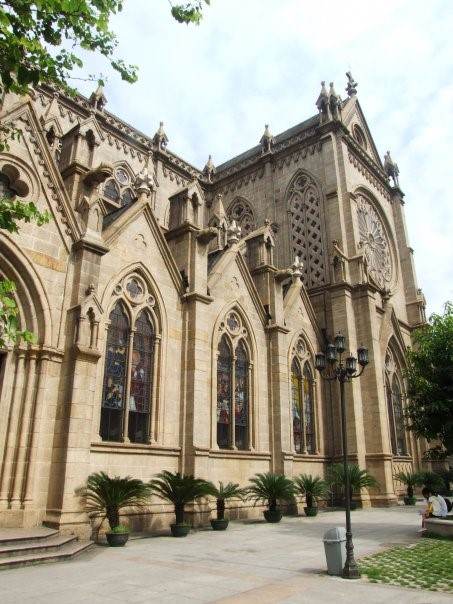
石室聖心大聖堂の右側
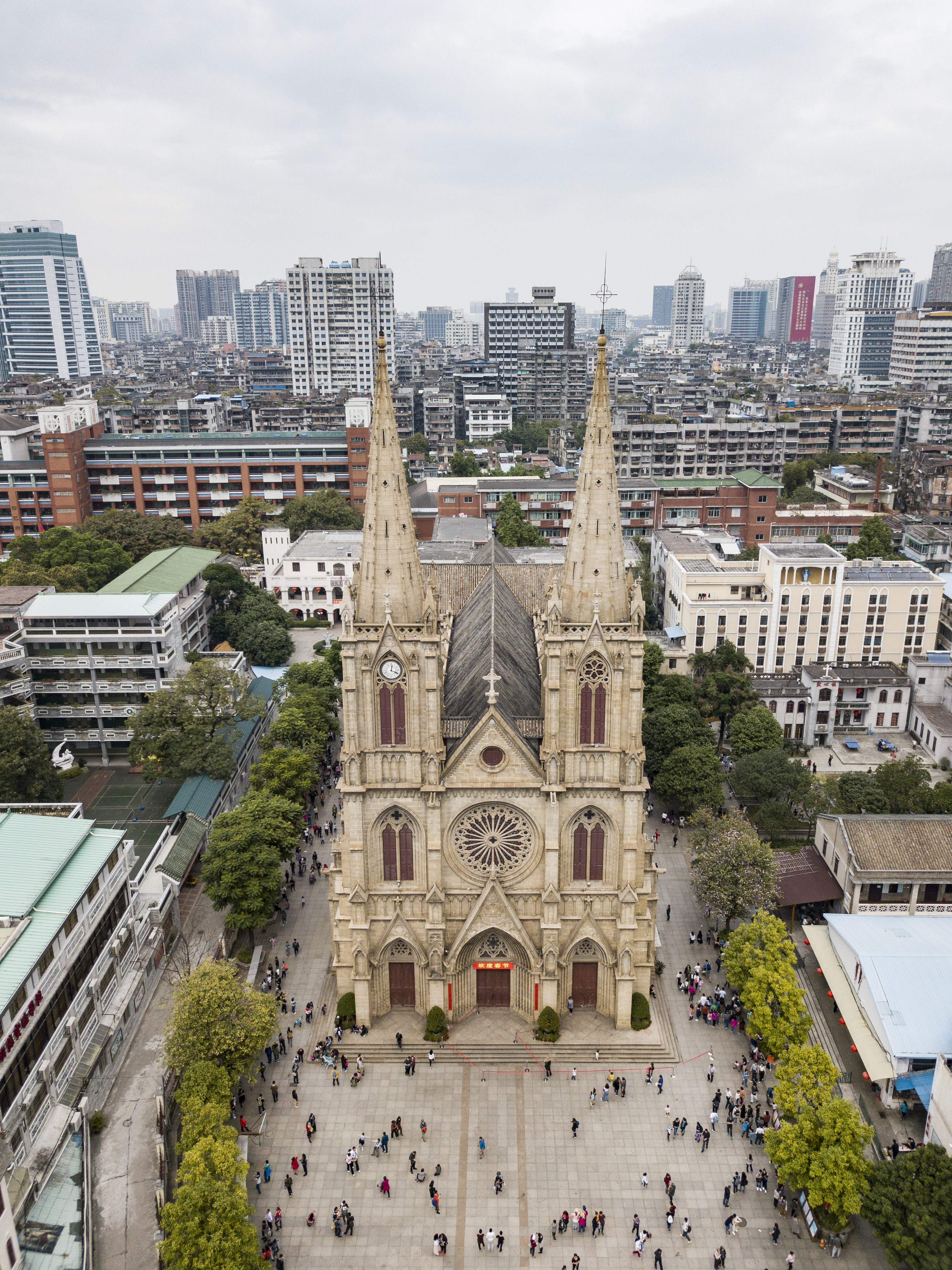
鳥瞰図